# Fulgurite
Ne doit pas être confondu avec Pierre de foudre.

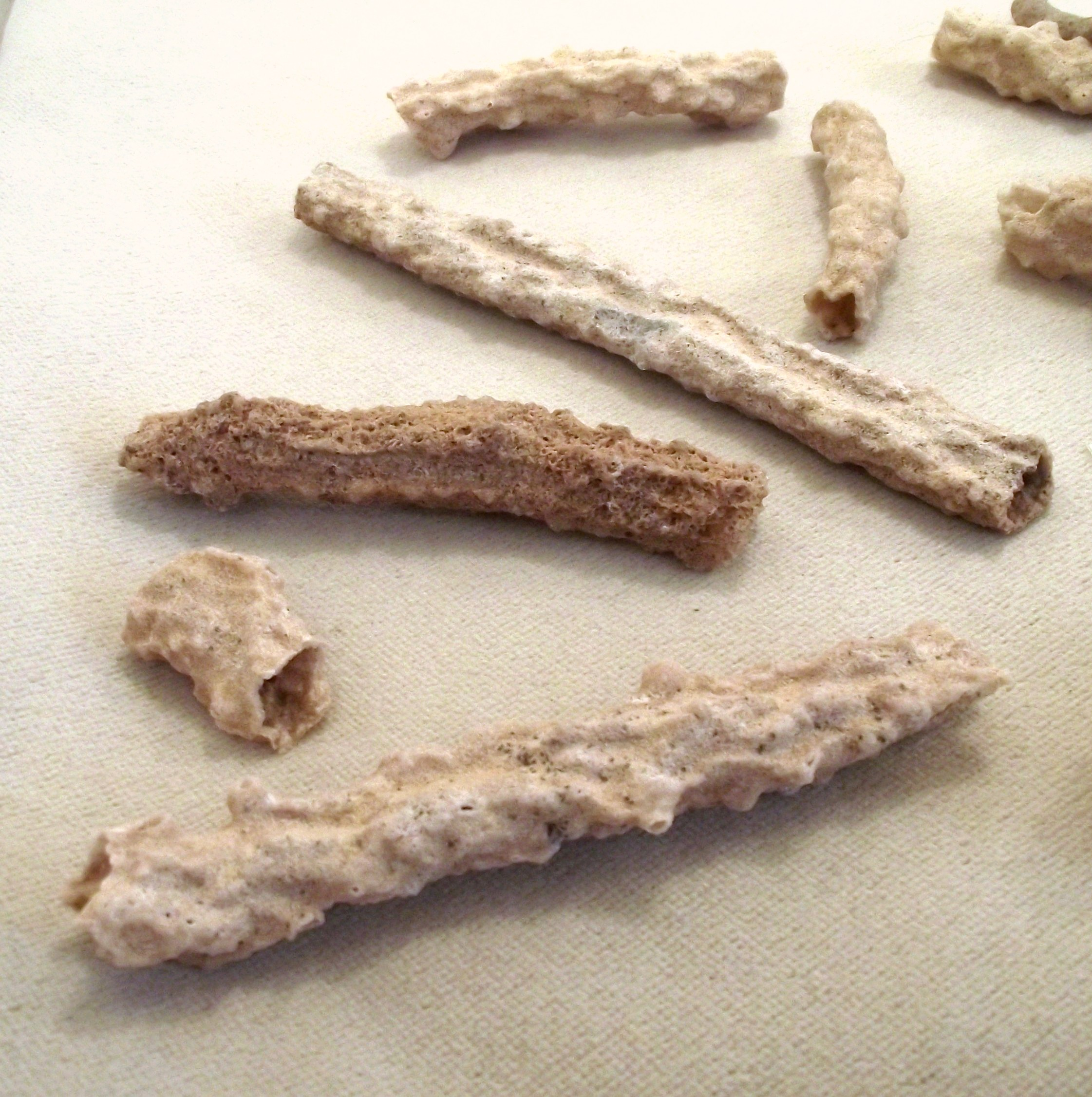
Des fulgurites.

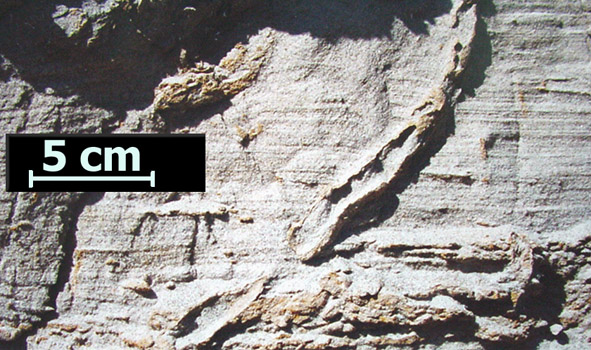
Fulgurite mise au jour lors de travaux publics dans la couche de sable du Landénien, dans le Plateau d'Helfaut.

Les fulgurites (du latin : fulgur, signifiant « foudre ») sont des morceaux de silice naturelle amorphe (nommée lechateliérite par Alfred Lacroix) très fragiles, généralement en forme de tube quasi cylindrique plus ou moins rugueux (pouvant évoquer une racine fossilisée), produits par les impacts de foudre sur une roche,,.

## Histoire
Selon Regina A. Lee, la première découverte de fulgurites répertoriée date de 1706. C'est le pasteur allemand David Hermann qui les a décrites. En 1805, le docteur Hentzen est le premier ayant compris la vraie nature des tubes trouvés dans les dunes de la Sennerheide près de Paderborn, en Allemagne. On les décrit parfois comme des éclairs fossilisés ou pétrifiés. Les plus connues proviennent de l'interaction entre un éclair d'orage et un sol sableux. Ce sont les plus impressionnantes et les moins rares, elles ont notamment été trouvées en abondance dans le désert Libyque mais on en trouve aussi dans certains sols latéritiques.
Elles peuvent être différenciées de traces de racines fossilisées ayant laissé une cavité centrale (avec cimentation possible du sol autour de l'ancienne périphérie de la racine en contexte riche en oxydes de fer notamment) par la présence de traces de fusion du quartz. Mais la forme, taille, texture, couleur, épaisseur et la structure générale des fulgurites varie selon la composition du milieu frappé par l'éclair,.
Les fulgurites sont parfois appelées pierres de foudre, un terme ancien (on disait aussi pierres de tonnerre ou céraunies, du grec ancien κεραυνός / keraunós, « foudre ») qui désignait des pierres de forme ou d'aspect singulier, attribuées à une chute du ciel lors d'un orage ou à l'effet de la foudre mais qui étaient en réalité des pierres naturelles ou des artéfacts.

## Mode de formation
Quand un éclair interagit avec le sol, il libère une énergie estimée à un milliard de joules, et la température des matériaux peut localement et instantanément monter à plusieurs milliers de degrés Celsius. Cette énergie provoque la fonte voire la vaporisation des matériaux siliceux le long du trajet de la foudre à l'intérieur du substrat, parfois sur plusieurs mètres de long, et sur 5  à   20 mm de diamètre en général. Le verre naturel ainsi formé n'est pas assez pur pour être transparent.

## Utilisations, recherche
Leur forme, disposition et d'autres caractéristiques peuvent avoir des significations paléoenvironnementales,.
L'analyse de l'air piégé dans certaines fulgurites a servi à collecter des données d'intérêt paléoenvironnemental, notamment dans le désert libyen,.
Des fullerènes semblent avoir pu se former dans certaines fulgurites.

## Dans la culture populaire
Dans la nouvelle Pluie (Rain), issue du recueil Drôle de temps (Strange Weather), paru en 2017, l'écrivain américain Joe Hill met en scène une pluie de fulgurites.

## Galerie

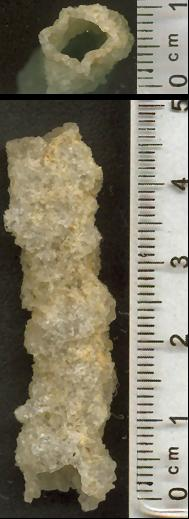
Fulgurite de type I (sable), Okeechobee (Floride).
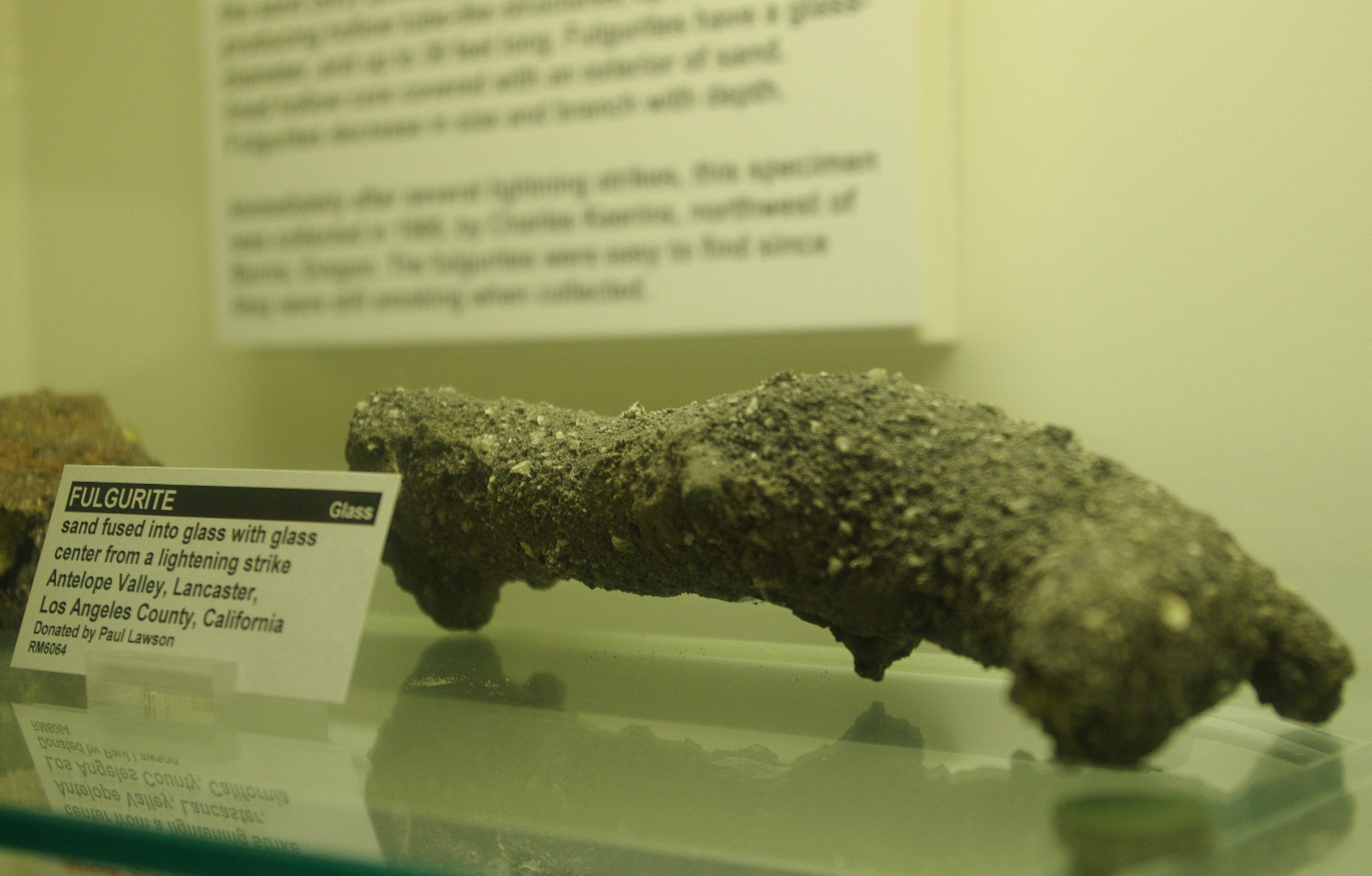
Type II (sol, clastique) Fulgurite tubéreuse, Lancaster (Californie)
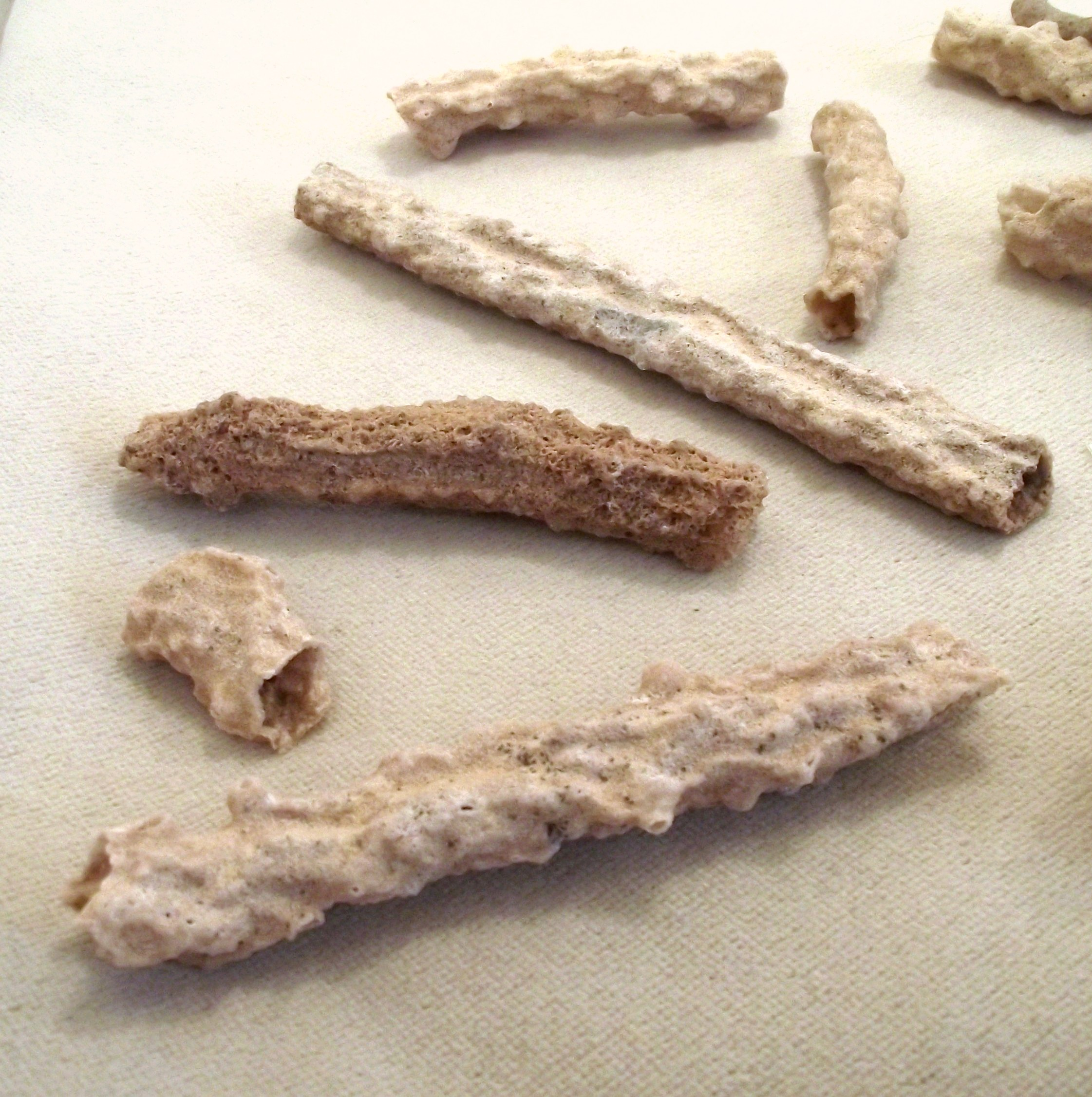
Fulgurites de sable, très altérées (paléofulgurites) Algérie
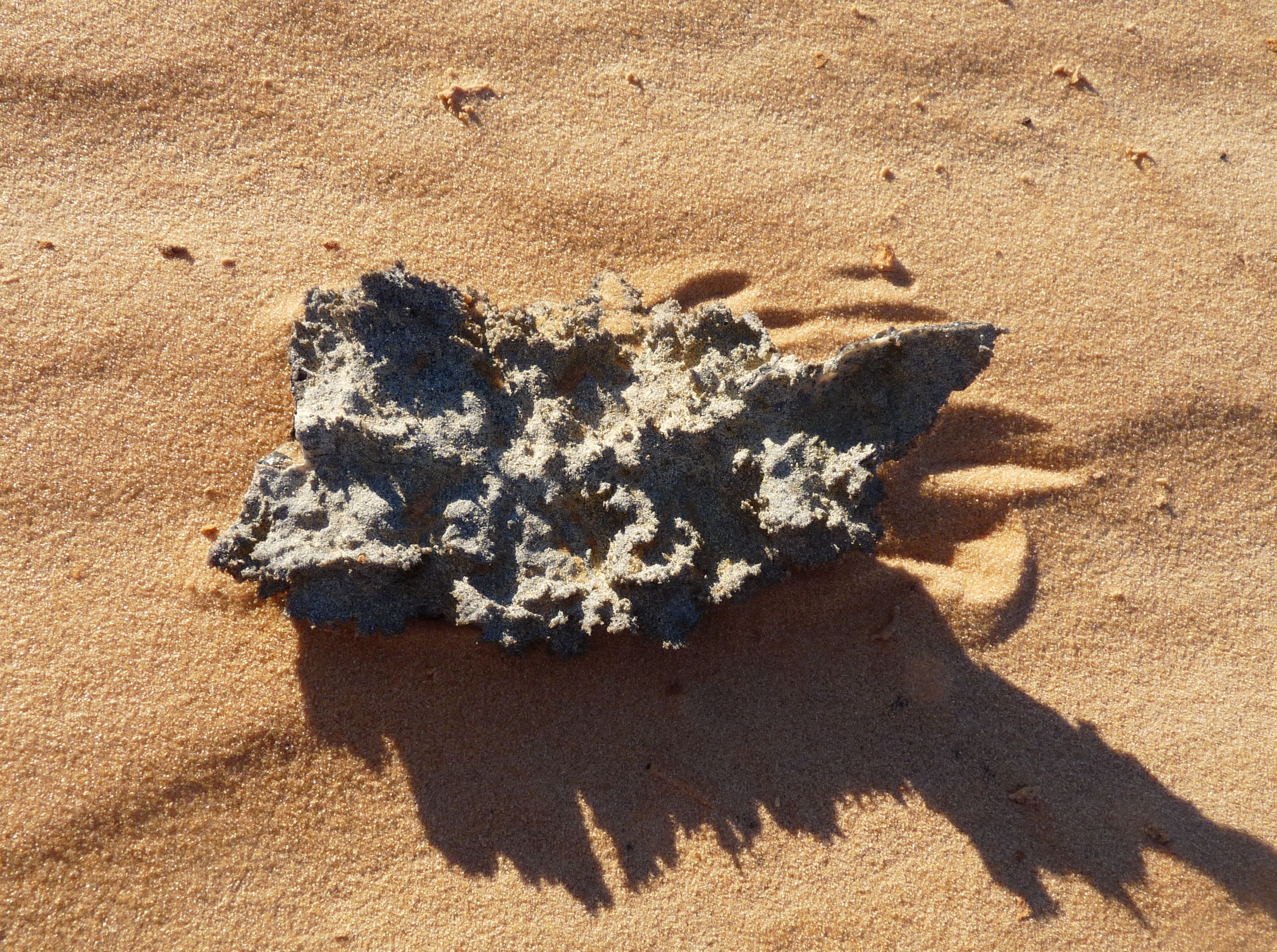
Fulgurite, désert mauritanien
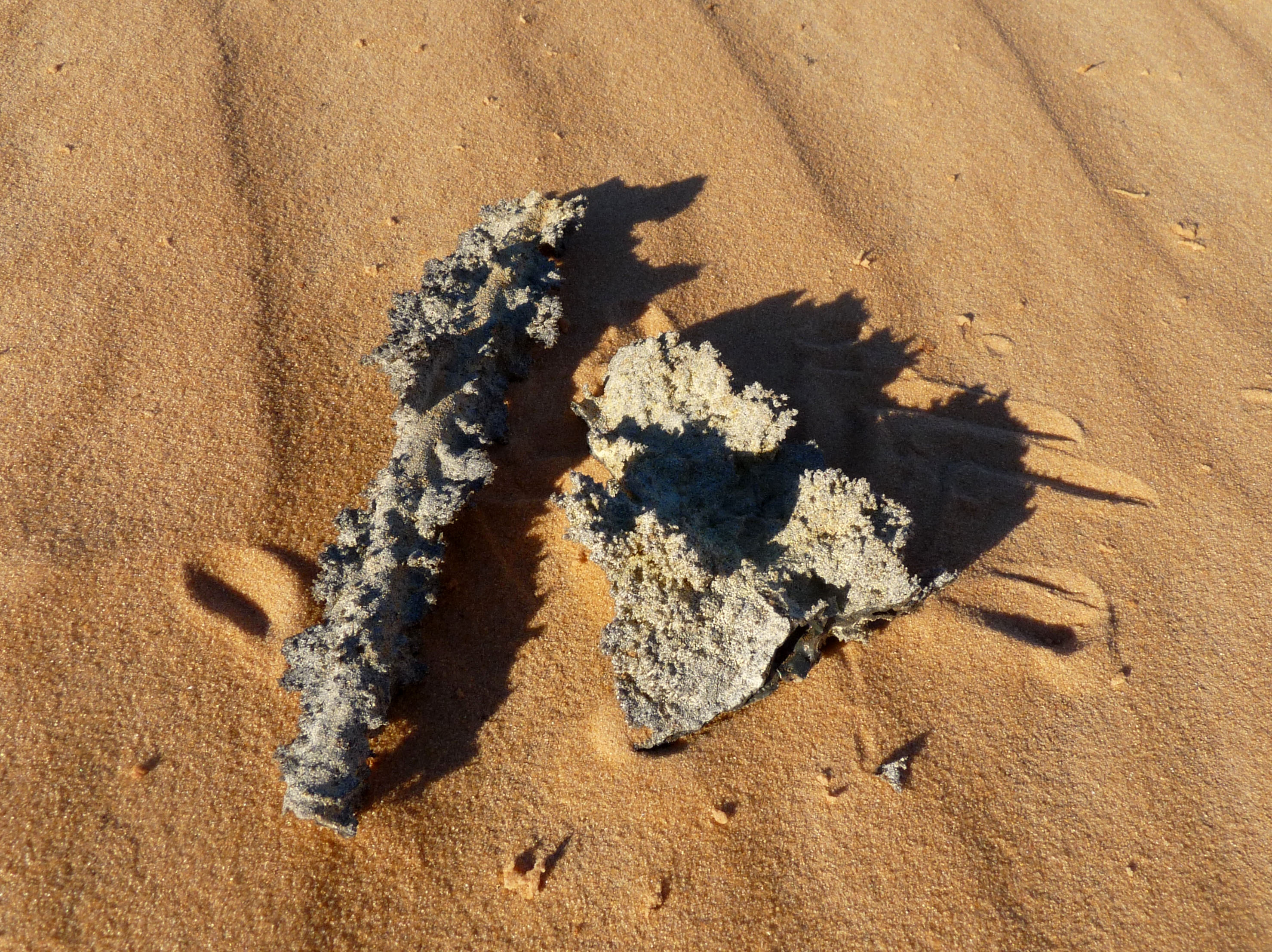
Fulgurites, désert mauritanien
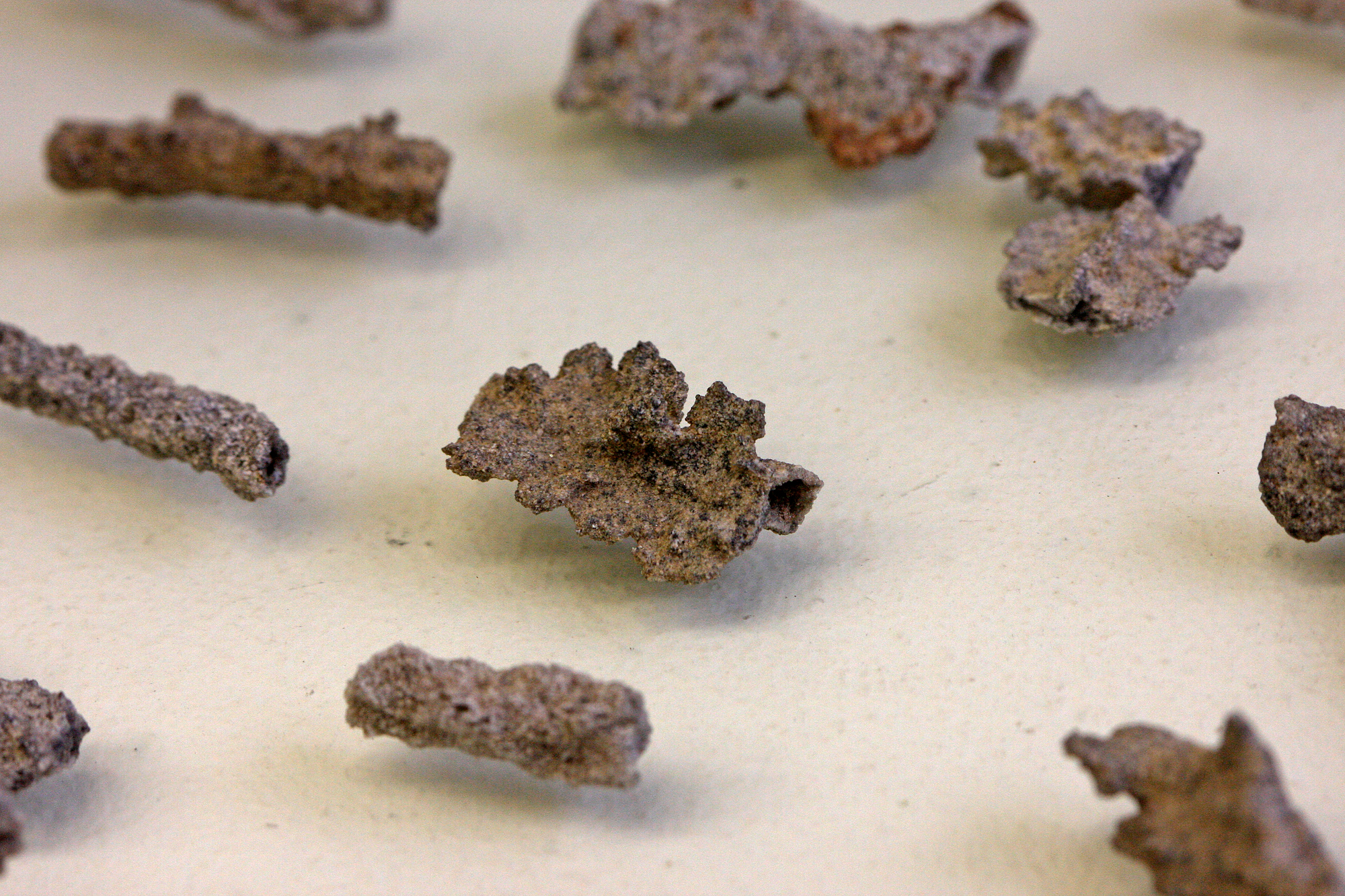
Fulgurites, Senne, Allemagne
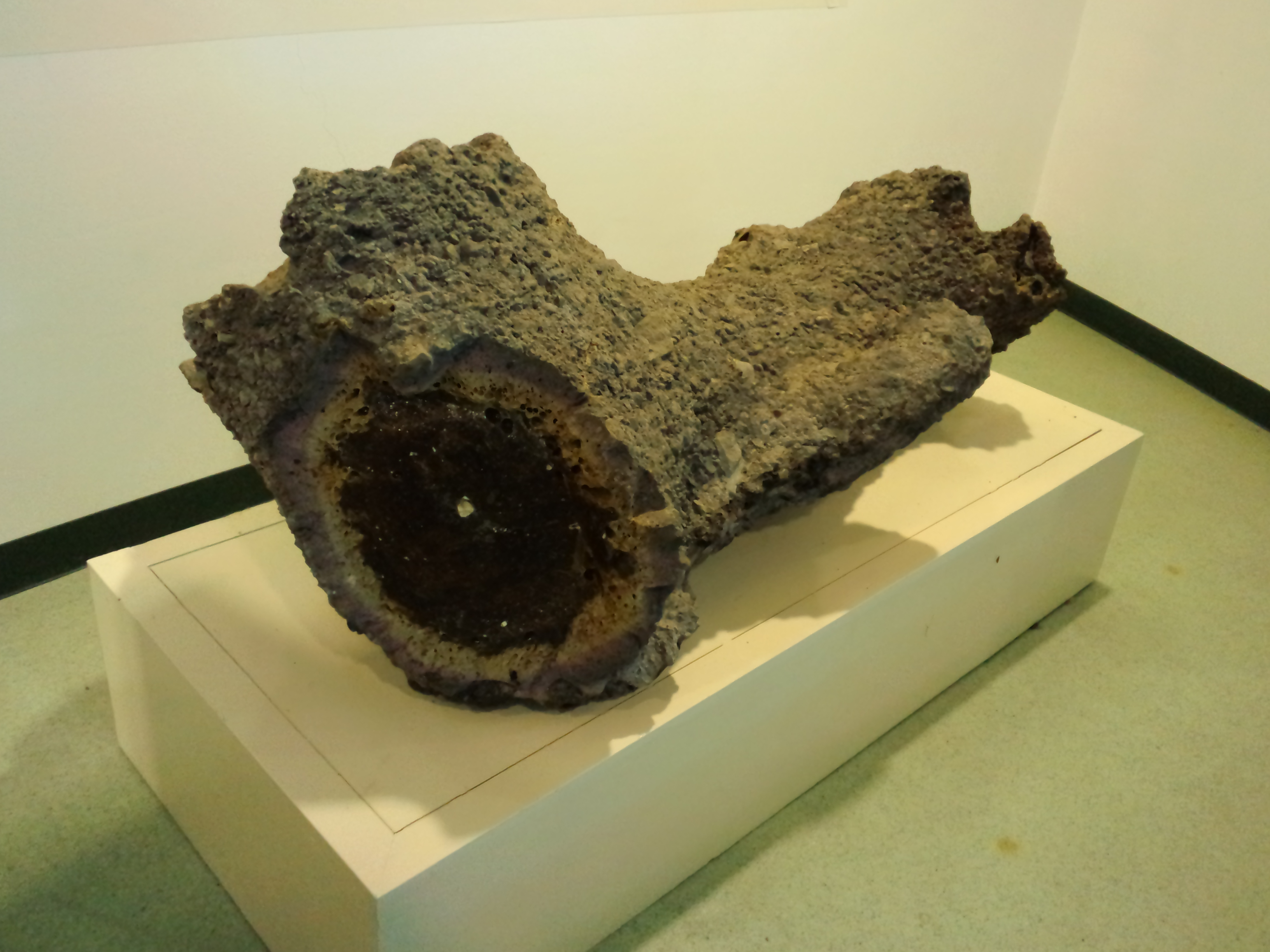
Fulgurite tubéreuse, Iwamizawa, Japon